# Раджапакса, Готабая
Готабая Раджапакса (синг. ගෝඨාභය රාජපක්ෂ; род. 20 июня 1949, Матара, Цейлон) — государственный и военный деятель Шри-Ланки. Президент Шри-Ланки с 18 ноября 2019 по 14 июля 2022 года.

## Биография
Родился в одной из влиятельных семей Шри-Ланки. Отец был депутатом и министром. Готабая Раджапакса пятый из девяти детей, его брат Махинда занимал должность президента страны в течение двух сроков. Два других брата также занимали правительственные должности высокого уровня. В 1971 году Готабая поступил на военную службу в армию, обучался в Военной академии Шри-Ланки.
В 1998 году эмигрировал с семьёй в Соединённые Штаты Америки. Вернулся на Шри-Ланку в 2005 году, после того, как его брат Махинда Раджапакса был избран президентом страны.
Во время президентства брата был (с ноября 2005 года по январь 2015 года) секретарём Министерства обороны. Формально эта должность соответствует заместителю министра, фактически Раджапакса возглавлял министерство — так как, по традиции, пост министра обороны на Шри-Ланке занимает президент.
Время его руководства Министерством обороны пришлось на последние годы гражданской войны против повстанцев из группировки Тигры освобождения Тамил-Илама (ТОТИ), действовавших в северо-восточной части острова. 1 декабря 2006 года ТОТИ совершили попытку покушения на Раджапаксу — его кортеж был атакован смертником на моторикше, нагруженной взрывчаткой. В ходе покушения погибли двое коммандос из охраны секретаря Минобороны, сам Раджапакса не пострадал. К 2009 году отряды ТОТИ были полностью разгромлены.
В 2015 году, после того как на президентских выборах его брат проиграл Майтрипале Сирисене, Раджапакса ушёл из Минобороны и перешёл в оппозицию.
На президентских выборах 2019 года был выдвинут кандидатом от основанной его братом партии Шри Ланка Подуджана Перамуна. В основном использовал риторику сингальского национализма. 17 ноября 2019 года победил кандидата от Объединённой национальной партии (УНП) Саджиту Премадасу и стал президентом страны. При формировании правительства оставил за собой пост министра обороны, а в ноябре 2020 года — также восстановленный пост министра технологий.
9 июля 2022 года Раджапакса покинул свою официальную резиденцию незадолго до того, как протестующие штурмовали комплекс. Они купались в президентском бассейне. В результате массовых протестов Раджапакса 10 июля заявил об уходе в отставку 13 июля 2022 года.
13 июля он бежал из страны на Мальдивы. Премьер-министр Шри-Ланки Ранил Викремасингхе сменил Раджапаксу и занял пост президента в качестве исполняющего обязанности, а также спустя некоторое время ввёл чрезвычайное положение на Шри-Ланке. 14 июля Раджапакса прислал заявление о своей отставке по электронной почте и, таким образом, официально ушёл в отставку.